# Pirenejski poluotok
Pirenejski poluotok ili Iberski poluotok (špa. i port. Península Ibérica) poluotok je na krajnjem jugozapadu Europe, odijeljen od Francuske planinskim lancem Pireneja po kojem je dobio ime. Poznat je i pod nazivom Iberijski poluotok, a nazvan je po starom narodu (Iberi), koji je u davnoj prošlosti naseljavao jedan dio poluotoka. Danas se na njemu nalaze države Španjolska, Portugal i Andora te britanski prekomorski teritorij Gibraltar. 

## Zemljopisni podatci
Pirenejski je poluotok, s površinom od oko 580 000 km2, najzapadniji od tri južnoeuropska poluotoka (Pirenejski, Apeninski, Balkanski), odnosno četiri sjevernomediteranska poluotoka (tri navedena i Mala Azija), i ima sve odlike kontinentalnosti.

## Države i teritoriji
| Država/ Teritorij | Stanovništvo | km2         | %     | Napomene                                 |
| ----------------- | ------------ | ----------- | ----- | ---------------------------------------- |
| Španjolska        | 43 500 000   | 493 519 km2 | 85 %  | Zauzima većinu poluotoka                 |
| Portugal          | 10 144 940   | 89 261 km2  | 15 %  | Zauzima većinu zapadnog dijela poluotoka |
| Francuska         | 12 035       | 540 km2     | < 1 % |                                          |
| Andora            | 84 082       | 468 km2     | < 1 % |                                          |
| Gibraltar         | 29 431       | 7 km2       | < 1 % |                                          |

## Povijest
Za daljnju povijest vidi članke: Španjolska i Portugal.